# Gran Premio de España de Motociclismo de 1964
El Gran Premio de España de Motociclismo de 1964 fue la tercera prueba de la temporada 1964 del Campeonato Mundial de Motociclismo. El Gran Premio se disputó el 10 de mayo de 1964 en el Circuito de Montjuïch en Barcelona.

## Resultados 250cc
Tarquinio Provini anotó con su Benelli de cuatro cilindros la primera victoria del Mundial desde la de Dario Ambrosini en la GP de Suiza de 1951. Con Jim Redman (Honda RC 164) y Phil Read (Yamaha RD 56), tres marcas diferentes subieron al podio. El rendimiento de Hugh Anderson con la mejora Suzuki RZ 64 fue decepcionante. Anderson no usaría la máquina para el resto de la temporada.
| Pos.    | Piloto             | Equipo    | Tiempo        | Pts. |
| ------- | ------------------ | --------- | ------------- | ---- |
| 1       | Tarquinio Provini  | Benelli   | 1h 04' 58" 43 | 8    |
| 2       | Jim Redman         | Honda     | +21" 71       | 6    |
| 3       | Phil Read          | Yamaha    | +53" 83       | 4    |
| 4       | Isamu Kasuya       | Honda     | +1 Vuelta     | 3    |
| 5       | Hugh Anderson      | Suzuki    | +1 Vuelta     | 2    |
| 6       | Jorge Sirera       | Montesa   | +1 Vuelta     | 1    |
| 7       | Enrique Sirera     | Montesa   | +1 Vuelta     |      |
| 8       | Bert Schneider     | Suzuki    | +1 Vuelta     |      |
| 9       | P.W. Jordan        | Yamaha    | +3 Vueltas    |      |
| 10      | Alberto Pagani     | Paton     | +4 Vueltas    |      |
| 11      | Roberto Patrignani | Aermacchi | +5 Vueltas    |      |
| Ret     | Luigi Taveri       | Honda     | Ret           |      |
| Ret     | Gilberto Milani    | Aermacchi | Ret           |      |
| Ret     | Frank Perris       | Suzuki    | Ret           |      |
| Ret     | José Esteve        | Montesa   | Ret           |      |
| Ret     | Alan Shepherd      | MZ        | Ret           |      |
| Fuente: |                    |           |               |      |

## Resultados 125cc
En la carrera de 125cc, fue un gran éxito para Honda 2RC 146. Luigi Taveri ganó la carrera por delante de su compañero de equipo Jim Redman. Fue el primer enfrentamiento con la nueva Suzuki RT 64 A, pero los sus pilotos terminaron por detrás de Rex Avery con la EMC.
| Pos. | Piloto               | Moto    | Tiempo     | Pts. |
| ---- | -------------------- | ------- | ---------- | ---- |
| 1    | Luigi Taveri         | Honda   | 54' 34" 48 | 8    |
| 2    | Jim Redman           | Honda   | +45" 52    | 6    |
| 3    | Rex Avery            | EMC     | +1 Vuelta  | 4    |
| 4    | Bert Schneider       | Suzuki  | +1 Vuelta  | 3    |
| 5    | Hugh Anderson        | Suzuki  | +1 Vuelta  | 2    |
| 6    | Chris Vincent        | Honda   | +1 Vuelta  | 1    |
| 7    | Jess Thomas          | Honda   | +1 Vuelta  |      |
| 8    | Bruce Beale          | Honda   | +2 Vueltas |      |
| 9    | Frank Perris         | Suzuki  | +2 Vueltas |      |
| 10   | Ramiro Blanco        | Bultaco | +3 Vueltas |      |
| Ret  | Tommy Robb           | Bultaco | Ret        |      |
| Ret  | Jean-Pierre Beltoise | Bultaco | Ret        |      |
| Ret  | Kuninitsu Takahashi  | Honda   | Ret        |      |

## Resultados 50cc
José María Busquets parecía tener en la mano la victoria del Gran Premio de España con su Derbi, pero se retiró debido a una rotura del amortiguador. En su lugar, el piloto de Kreidler Hans-Georg Anscheidt ganó por delante de Hugh Anderson y Mitsuo Itoh (ambos con Suzuki RM 64).
| Pos. | Piloto               | Moto     | Tiempo     | Pts. |
| ---- | -------------------- | -------- | ---------- | ---- |
| 1    | Hans-Georg Anscheidt | Kreidler | 30' 48" 18 | 8    |
| 2    | Hugh Anderson        | Suzuki   | +12" 54    | 6    |
| 3    | Mitsuo Itoh          | Suzuki   | +20" 91    | 4    |
| 4    | Isao Morishita       | Honda    | +38" 61    | 3    |
| 5    | Ángel Nieto          | Derbi    | +1 Vuelta  | 2    |
| 6    | Luigi Taveri         | Kreidler | +1 Vuelta  | 1    |
| Ret  | José María Busquets  | Derbi    | Ret        |      |
| Ret  | Kuninitsu Takahashi  | Honda    | Ret        |      |
| Ret  | Tommy Robb           | Honda    | Ret        |      |
| Ret  | Ralph Bryans         | Honda    | Ret        |      |